# William Boeva
William Boeva (Antwerpen, 6 november 1989) is een Vlaamse stand-upcomedian, acteur en presentator. Hij is een vaak geziene gast in tal van televisieshows.

## Carrière
In 2009 stond hij voor het eerst als stand-upcomedian op het podium in comedy café The Joker in Antwerpen. In 2012 kreeg hij de publieksprijs van de Culture Comedy Award en haalde hij de halve finale van het Leids Cabaret Festival. Op 11 december 2012 won hij de Humo's Comedy Cup. In 2013 deed hij mee aan het televisieprogramma Scheire en de schepping. Hij is sinds 2017 ook een terugkerende gast in de podcasts Mosselen om half twee en 'PotKaas'. Deze laatste is gericht op gaming, cultuur, nieuwe media en dating. Hij is in 2014 jurylid in De Slimste Mens ter Wereld. In 2014 maakte hij zijn eerste zaalshow en trad op in Vlaanderen met Megalomaan, gevolgd door Reset in 2017 en B30VA in 2020. In 2022 presenteerde hij Don't scream, een horrorprogramma op Streamz en was hij jurylid bij de Allerslimste Mens ter Wereld.
Voor Celebrity Car Match dat in januari 2023 uitgezonden werd op VTM nam Boeva vijf autofreaks mee naar het autosalon van Brussel op zoek naar hun droomwagen. Hij is deelnemende kok aan Celebrity MasterChef Vlaanderen dat uitgezonden werd op Play4 in het najaar van 2023.
Hij is met Beno Schraepen co-auteur van het boek Excluses (2023) over uitgesloten worden vanwege een beperking. Boeva maakte Drive, een voorstelling over inclusie.
In 2024 en 2025 treedt hij op met zijn vierde zaalshow 13.

## Privé
Boeva is geboren met pseudoachondroplasie, een aandoening die dwerggroei veroorzaakt. In zijn jeugd onderging Boeva 24 operaties in de hoop zijn lengte te vergroten.

### Activisme
Boeva staat bekend om zijn activisme en uitgesproken mening met betrekking tot de emancipatie van mensen met een handicap. Zo deelt hij geregeld persoonlijke ervaringen in de media. In zijn jeugd en voordat hij bekend werd, ervoer hij geregeld validisme. Een voorbeeld dat hij aanhaalt is de voorwaarde dat hij, door zijn groeistoornis, een additionele IQ-test moest afleggen voor toelating tot het middelbaar onderwijs. Hij bekritiseert het frequente doorsturen van kinderen met lichamelijke beperkingen naar buitengewoon onderwijs in België. Hij pleit voor meer inclusie in de klas en benadrukt het belang van interactie tussen kinderen met diverse achtergronden.

## Zaalvoorstellingen
- Megalomaan (2014-2015)
- Reset (2017-2018)
- B30VA (2020-2022)
- 13 (2024)

## Nasynchronisatie
- Pinguins van Madagascar - Kort Lontje (Vlaamse stem)
- Spider-Man: Into the Spider-Verse - Peter Porker/Spider-Ham (Vlaamse stem)
- Elemental - Bernie Lumen (Vlaamse stem)
- De Smurfen en het verloren dorp - Moppersmurf (Vlaamse stem)

## Televisie
- De Slimste Mens ter Wereld (2013-2014, 2022-2024) - als kandidaat (2013, 2024) en als jurylid (2014, 2022-2023)
- Scheire en de schepping (2013, 2014, 2021, 2024 - panellid)
- De klas van Frieda (2014)
- Zijn er nog kroketten? (2014)
- Boeva & the games (Ketnet, 2016)
- Kan iedereen nog volgen (2018)
- Gert Late Night (2017, 2018, 2022)
- Beste Kijkers (2016, 2018-2020, 2022) - gast (9 afleveringen)
- De twaalf (2019)
- De positivo's (2020)
- Instafamous (2020)
- Is er een dokter in de zaal? - panellid (2019, 2020, 2021)
- Snackmasters - Kerstspecial (2021)
- Nonkels (2022)

- Don't scream - presentator (Streamz, VTM Go 2022)
- De inzichten - gast (VRT 1, 2023)
- Celebrity Car Match - presentator (VTM, 2023)
- B30VA - zijn show op Streamz (2023)
- Celebrity MasterChef Vlaanderen - deelnemer (Play4, 2023)
- Exen - Luca (VTM, VTM GO, Streamz, 2023)
- De Verraders: De Ronde Tafel (2023)
- Het Huis - gast (2023)
- De Verraders (2024)
- Kamp Jeroom (2024) - samen met Margriet Hermans
- The Masked Singer (2024) - als gastspeurder

## Filmografie
- F.C. De Kampioenen 3: Forever (2017) - gevangene

## Theater
- Perpetuum Mobile (2023)

## Trivia
- Boeva is autoliefhebber en bezit sinds 2019 een Maserati. Hij beschouwt dit als een sociaal statement, waarbij hij geregeld de vergelijking maakt met de opvatting dat gehandicapten alleen met een invalide wagen zouden mogen rijden.[7][4][8]
- Boeva is als fervent gamer en sinds 2020 ambassadeur van de nieuwe opleiding E-sports rond gaming aan Hogeschool PXL in Hasselt.[9]